# Pedro Machado
Pedro Machado (Lousada, 9 de Abril de 1973), natural e residente em Lousada, jurista, é um político português que exerce atualmente as funções de Presidente da Câmara Municipal de Lousada (2013-presente), eleito pelo  PS. Foi Vereador do mesmo município durante os dois últimos mandatos de Jorge Magalhães 2005-2013.

## Biografia

### Política
Pedro Machado iniciou a sua atividade política integrando em 2005 o executivo de Jorge Magalhães, assumindo a vereação. Em 2009, após nova eleição, foi nomeado Vice Presidente da Câmara de Lousada, com os pelouros do Urbanismo, Obras Públicas, Finanças, Proteção Civil. Em 2013, numa das eleições mais intensas de sempre, conseguiu conquistar a presidência da Câmara de Lousada, obtendo a maioria dos votos dos eleitores deste município. Em 2017 voltou a vencer, desta vez com maior vantagem.
Na sua governação municipal, acompanhado pelos Vereadores - Cristina Moreira, Manuel Nunes e António Augusto Silva, colocou Lousada como o primeiro concelho do país com iluminação pública 100% LED, conseguindo uma poupança de custos com grande impacto nas contas públicas do Município.
Lousada foi também considerado um dos Municípios mais transparentes do país a nível de gestão autárquica, conquistando um forte crescimento do emprego, industrialização, qualidade de vida, captação de empresas e eventos de grande importância desportiva e cultural como é o caso do Rally de Portugal.